# 榎井駅
榎井駅（えないえき）は、香川県仲多度郡琴平町榎井にある、高松琴平電気鉄道琴平線の駅である。駅番号はK20。

## 駅構造

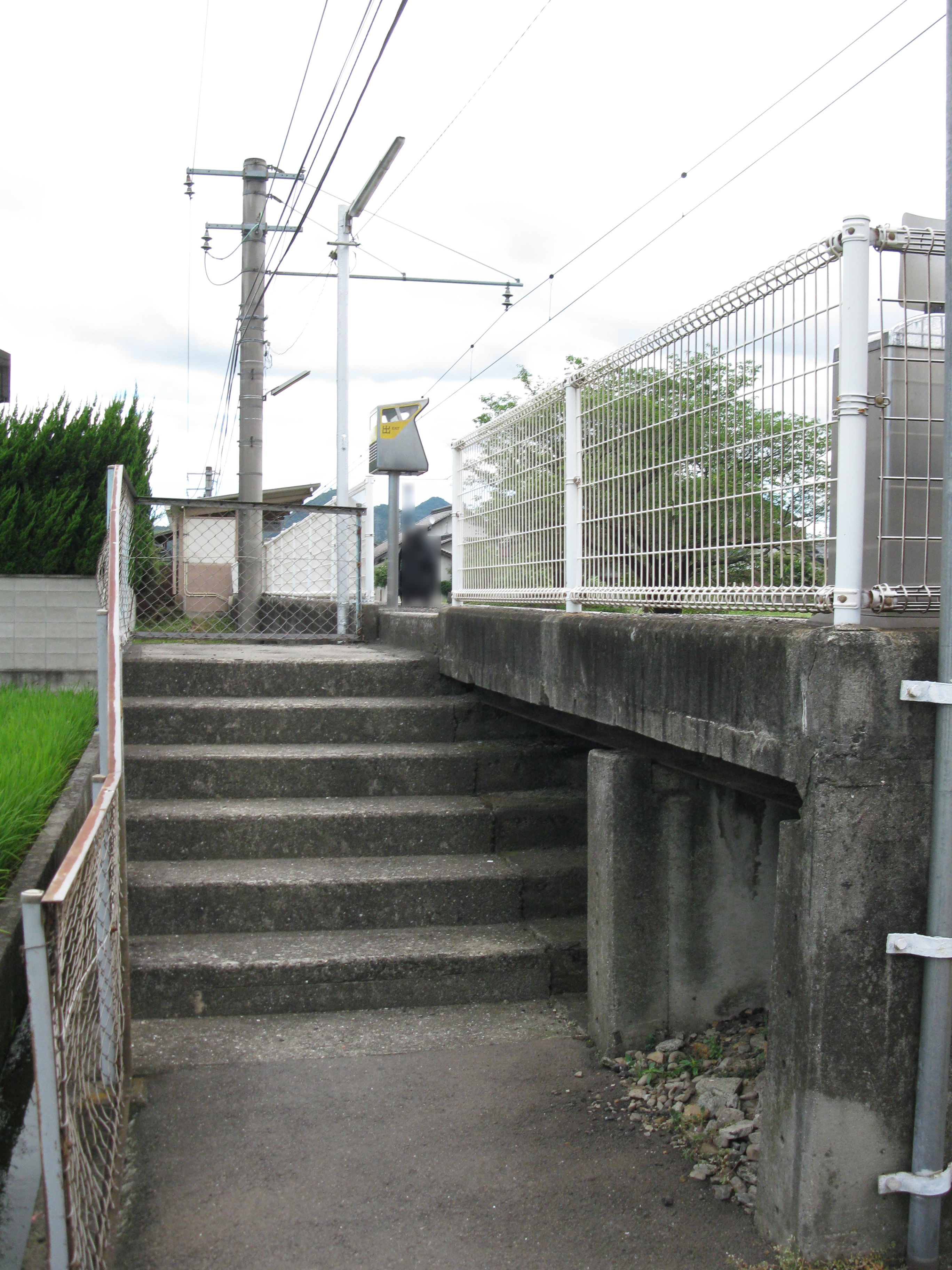
駅入口

単式ホーム1面1線を有する構造。ホームは琴平線用18m級大型車の4両編成に対応している。
駅入り口は、琴平側階段の入り口と駅待合所脇から羽間側へのスロープ入り口がある。
無人駅だが、自動券売機およびIruCa簡易改札機が設置されている。当初は交換可能駅で廃ホームの跡が残る。

## 利用状況
| 1日乗降人員推移 | 1日乗降人員推移 |
| 年度            | 1日平均人数     |
| --------------- | --------------- |
| 2011年          | 249             |
| 2012年          | 263             |
| 2013年          | 255             |
| 2014年          | 235             |
| 2015年          | 239             |
| 2016年          | 244             |
| 2017年          | 241             |
| 2018年          | 249             |
| 2019年          | 261             |
| 2020年          | 187             |

## 駅周辺
- 香川県道4号丸亀三好線
- 香川県道282号高松琴平線
- 国道319号

いずれも駅からはかなり離れている。駅周辺の道は里道状態であり、駅傍（琴平側）の踏切は警報機も遮断機もない遮断棒だけの簡素なものである。
- 榎井バス停
- 榎井郵便局
- 中国銀行琴平支店 - 2019年11月18日より善通寺支店をブランチインブランチ。
- 琴平町立榎井小学校
- 香川県立農業大学校
- 琴平警察署

## 歴史
- 1927年（昭和2年）3月15日 - 琴平電鉄の駅として開業。
- 1943年（昭和18年）11月1日 - 合併により、高松琴平電気鉄道の駅となる。

## 隣の駅
高松琴平電気鉄道
■琴平線
羽間駅（K19） - 榎井駅（K20） - 琴電琴平駅（K21）

## 画像

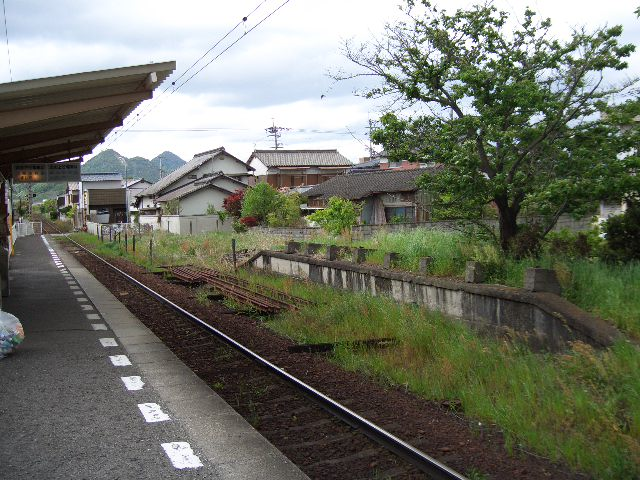
廃ホーム跡（2009年4月26日 琴電琴平方より）
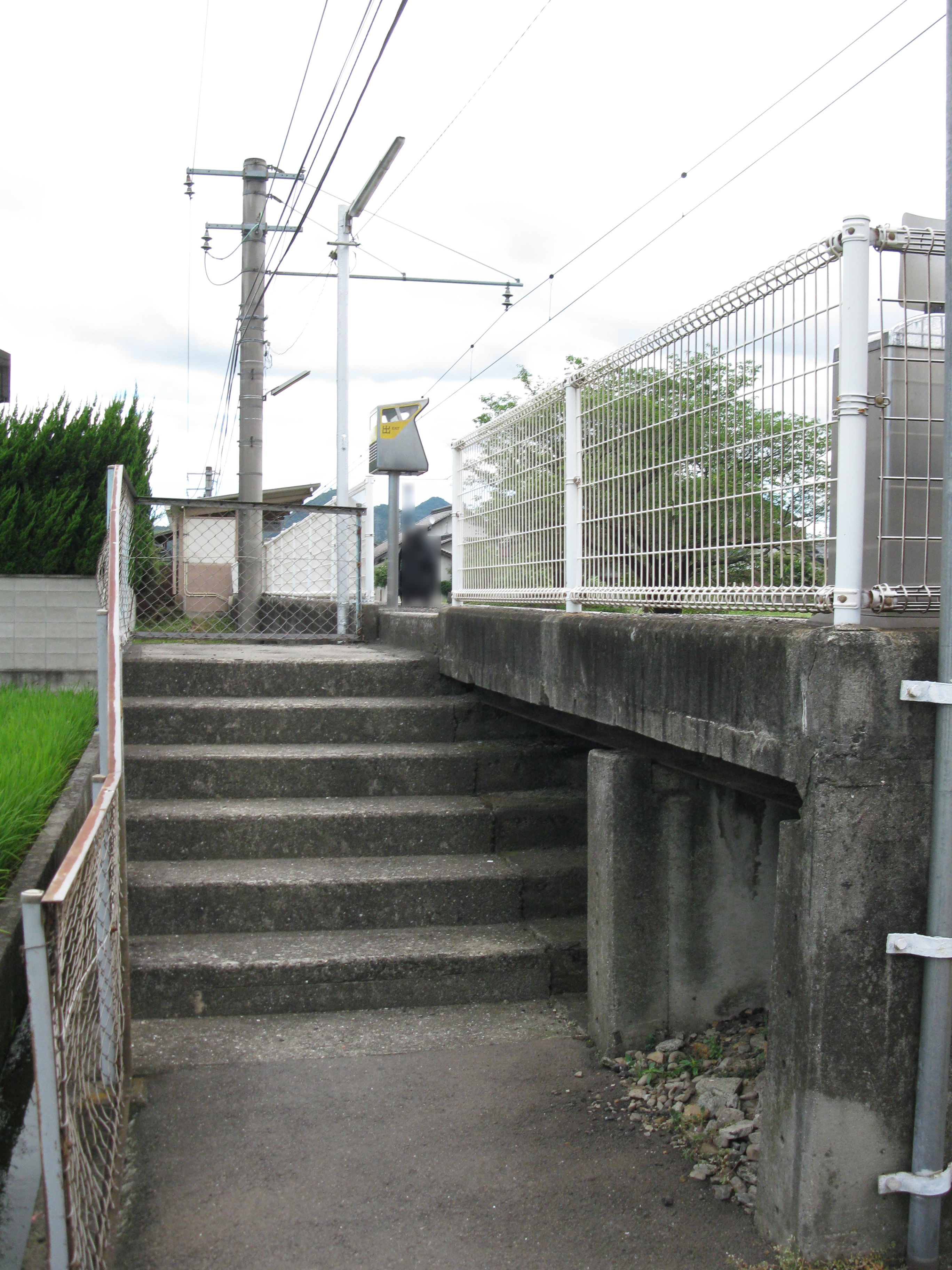
琴電琴平方入り口（2010年8月4日）
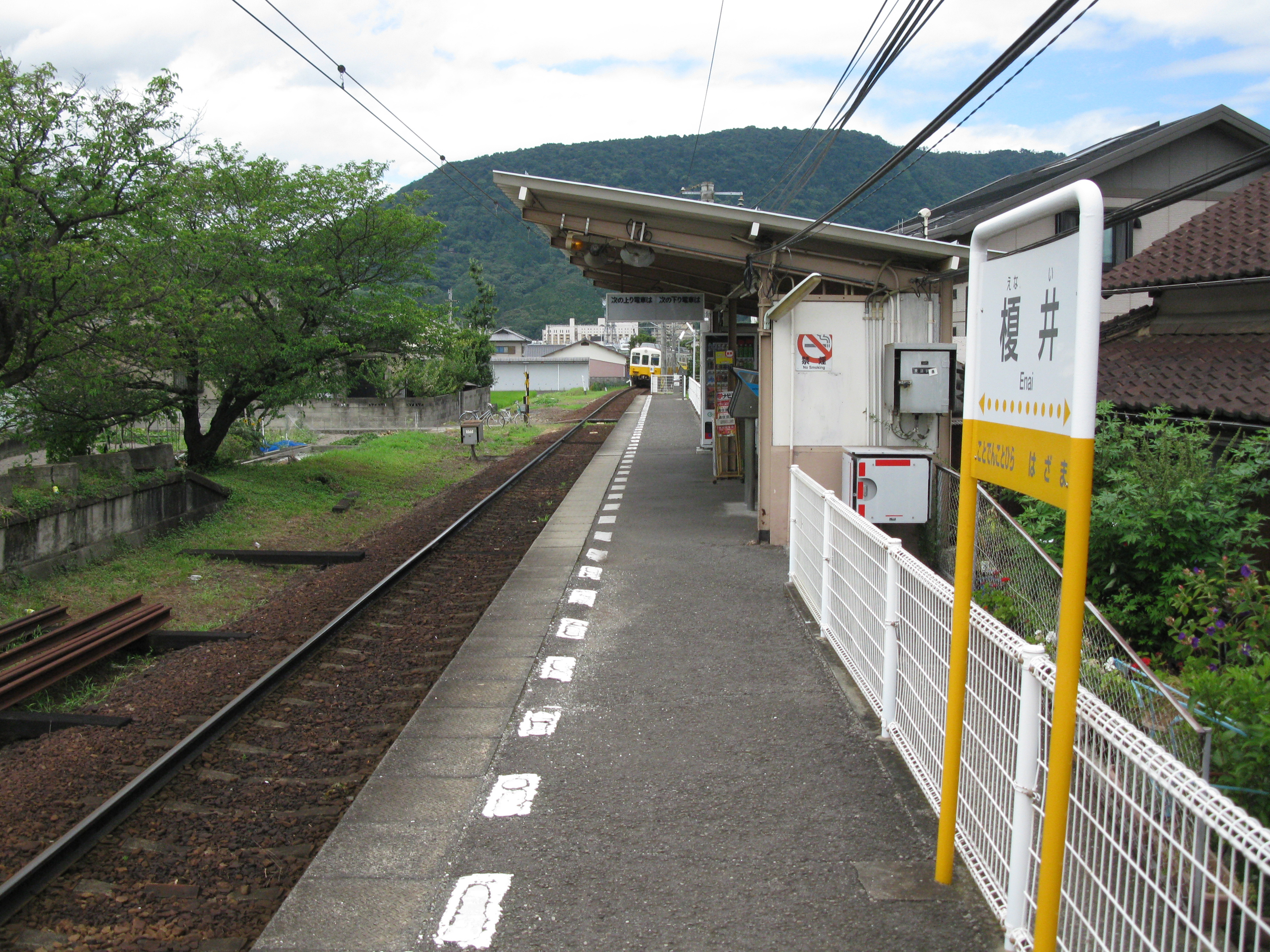
駅構内　羽間方より　琴平側入口そばの踏切は簡素（2010年8月4日）